# Alibi Montana
Pour les articles homonymes, voir Montana (homonymie) et Saint-Germain.
Alibi Montana, de son vrai nom Nikarson Saint-Germain, né en 1978 à Villetaneuse, en Seine-Saint-Denis, est un rappeur français. Son nom de scène vient d'une fusion entre les noms Al Pacino et Tony Montana (qu'il explique dans son morceau Crie mon nom). Il réside actuellement à Saint-Ouen, également en Seine-Saint-Denis.

## Biographie
Français d'origine haïtienne, Nikarson Saint-Germain est originaire de Villetaneuse, ville du département de la Seine-Saint-Denis, puis a ensuite déménagé dans la cité des 4000 à La Courneuve. Il commence sa carrière au milieu des années 1990, et publie sa mixtape T'as ma parole en 1999, puis la compilation Mandat de dépôt en 2002. Alibi apparaît et rappe dans un épisode de seconde B (1993) dans le local de Cosmic Radio. Entretemps, il est incarcéré pour tentative d'homicide, et enfermé 1 260 jours. 1 260 jours est donc le temps passé par Alibi en prison, mais également le titre (classé 94e en France) de l'album qui va le révéler au grand public[réf. nécessaire]. L'album est publié en mai 2004 et se fait un nom dans l'underground, et Alibi devient le fer de lance du label Menace Records dirigé par Bayes.
Un an après, Alibi remet ça avec Numéro d'écrou qui fait participer une pléiade d'invités comme Rohff, Calbo, Zoxea, LIM, et Princess Aniès. Toujours en 2005, il publie le premier volume de ses mixtapes Toujours ghetto où il compile apparitions, featurings et remixes. Cette année est la plus prolifique pour le rappeur car il sort un album collaboratif intitulé Rue, avec LIM, album expliquant la vie de rue et ses caractéristiques. L'album atteint la 26e place des classements français, et se vend à 50 000 exemplaires[réf. nécessaire]. À la fin de l'année, il publie le deuxième volume de Toujours ghetto, qui atteint la 123e place des classements français.
Il met ensuite en avant ses confrères Zone et Kheimer, avec qui il forme le Block. Il quitte ensuite Menace Records pour Because Music et y sort son quatrième album Inspiration guerrière. Il enchaine ensuite avec deux mixtapes, puis publie un nouvel album intitulé Prêt à mourir pour les miens.
L'année 2009 lui permet de sortir la mixtape Sur le terre-terre et voit arriver en octobre un album commun avec son petit frère Alino : Une affaire de famille. En 2010, il apparaît dans une vidéo de Max Boublil, et dans son spectacle "En sketches et en chansons" en 2014, humoriste, intitulée : Max Boublil clash Alibi Montana.

## Affaires judiciaires
Alibi Montana est entré à deux reprises en détention, une première fois à Fleury-Mérogis pour sept mois en 1999. Puis, il effectue une deuxième peine de trois ans et demi (1260 jours) à Villepinte, en Seine-Saint-Denis, pour tentative d'homicide.
Il est par la suite plusieurs fois convoqué devant la justice. Notamment lors de son procès contre François Grosdidier, député UMP qui lui reprochait ses paroles dans un morceau où Alibi Montana critiquait François Grosdidier en raison d'un procès à qui l'opposait de Monsieur R. (piste 3 : Gros Didier, sur la compilation Toujours ghetto volume 2). Le procès s'est terminé sur un vice de procédure. 
Un autre procès, lancé par Alibi Montana cette fois, contre François Grosdidier, visant à se faire rembourser les frais occasionnés (avocat, déplacements nombreux…) est également clos sur un vice de procédure. 
La police le convoque à nouveau pour l'interroger sur l'identité de deux personnes cagoulées et tirant à l'arme automatique visibles dans un DVD du rappeur, tourné en 2004.

## Discographie

### Albums studio
- 1999 : T'as ma parole
- 2004 : 1260 Jours
- 2005 : Numéro d'écrou
- 2007 : Inspiration guerrière
- 2008 : Prêt à mourir pour les miens

### Albums collaboratifs
- 2005 : Rue (avec LIM)
- 2006 : Le block (avec Zone et Kheimer)
- 2009 : Une affaire de famille (avec son frère Alino)
- 2013 : Rue 2 (avec LIM)

### Compilations
- 2002 : Mandat de dépôt
- 2006 : Crise des banlieues vol.1
- 2006 : T'as ma parole révolution
- 2007 : Crise des banlieues vol.2
- 2010 : Anthologie vol.1

### Mixtapes
- 2005 : Toujours ghetto vol.1
- 2005 : Toujours ghetto vol.2
- 2006 : Toujours ghetto collector
- 2007 : Mixtape
- 2008 : Toujours ghetto vol.3
- 2008 : Illegal life
- 2009 : Sur le terre-terre
- 2010 : 1 Geste pour Haïti chérie (chanson caritative en faveur des victimes du séisme de 2010 à Haïti, avec d'autres artistes)
- 2011 : Toujours ghetto vol.4

## Single
- 1993 : Lisa et Hip-Hop funk rap (sur la compilation Seconde B : Les chansons originales de la série TV)